# Als wär’s ein Stück von mir

Ausgabe von 1968

Als wär’s ein Stück von mir. Horen der Freundschaft ist der Titel der 1966 erschienenen Autobiographie Carl Zuckmayers.

## Titel
Der Haupttitel, eine Zeile aus dem Gedicht Der gute Kamerad von Ludwig Uhland, ist auch der Titel des vierten Kapitels, das die Jahre 1914–1918 und die Teilnahme Zuckmayers als Freiwilliger am Ersten Weltkrieg beschreibt.
„Zum Abschluß spielte die Militärkapelle, in langsamem Takt, das Lied vom Guten Kameraden, und wir sangen mit, ohne noch die Bedeutung dieser Strophe zu ahnen: ‚Es hat ihn weggerissen – Er liegt zu meinen Füßen – Als wär's ein Stück von mir.‘“ (Seite 196)
Der Untertitel Horen der Freundschaft spielt, wie diesbezügliche Zitate aus Meyers Konversations-Lexikon, Ausgabe von 1896, klarmachen, die dem Buch vorangestellt sind, auf die griechische Mythologie, die Zeitschrift Schillers, vor allem aber auf die sieben Stundengebete des Christentums an, denen die sieben Kapitel des Buches entsprechen. Horen der Freundschaft heißt zugleich auch das fünfte Kapitel, in dem Zuckmayer über die Jahre 1918–1920, die Novemberrevolution und seine Studienzeit in Frankfurt und Heidelberg schreibt.

## Inhalt
Das Buch besteht aus sieben Kapiteln und einem Epilog, in denen Zuckmayer, ohne sich dabei an die Chronologie zu halten, die einzelnen Stationen seines Lebens behandelt.

### 1926–1934 Ein Augenblick, gelebt im Paradiese(1. Kapitel)
(Zitat aus Don Karlos (Schiller), Liste geflügelter Worte/E#Ein Augenblick, gelebt im Paradiese, wird nicht zu teuer mit dem Tod gebüßt.)
Das Ehepaar Carl und Alice Zuckmayer kauft von Carl Mayr eine alte Mühle in Henndorf am Wallersee und richtet sie als Wohnhaus ein. Durch den Kontakt mit Mayr gewöhnt sich das Paar schnell vor Ort ein und nimmt am gesellschaftlichen Leben teil. Außerdem bildet sich der Henndorfer Kreis. In der Bevölkerung zeigen sich schon vereinzelt Sympathien für die Nazis.

### 1934–1939 Austreibung(2. Kapitel)
Die Jahre 1934–1939, in denen Zuckmayer in Österreich eine Zuflucht vor den Nazis gefunden hatte, bis er mit dem Anschluss Österreichs erneut vor ihnen fliehen musste, beschreibt das zweite Kapitel Austreibung. Es enthält die folgende Passage über den Beginn der Naziherrschaft in Österreich am 12. März 1938:
„An diesem Abend brach die Hölle los. Die Unterwelt hatte ihre Pforten aufgetan und ihre niedrigsten, scheußlichsten, unreinsten Geister losgelassen. Die Stadt verwandelte sich in ein Alptraumgemälde des Hieronymus Bosch: Lemuren und Halbdämonen schienen aus Schmutzeiern gekrochen und aus versumpften Erdlöchern gestiegen. Die Luft war von einem unablässig gellenden, wüsten, hysterischen Gekreische erfüllt, aus Männer- und Weiberkehlen, das tage- und nächtelang weiterschrillte. Und alle Menschen verloren ihr Gesicht, glichen verzerrten Fratzen; die einen in Angst, die anderen in Lüge, die anderen in wildem, haßerfülltem Triumph. [...] Was hier entfesselt wurde, hatte mit der ‚Machtergreifung‘ in Deutschland, die nach außen hin scheinbar legal vor sich ging und von einem Teil der Bevölkerung mit Befremden, mit Skepsis oder mit einem ahnungslosen, nationalen Idealismus aufgenommen wurde, nichts mehr zu tun. Was hier entfesselt wurde, war der Aufstand des Neids, der Mißgunst, der Verbitterung, der blinden böswilligen Rachsucht – und alle anderen Stimmen waren zum Schweigen verurteilt. […] Hier war nichts losgelassen als die dumpfe Masse, die blinde Zerstörungswut, und ihr Haß richtete sich gegen alles durch Natur oder Geist Veredelte. Es war ein Hexensabbat des Pöbels und ein Begräbnis aller menschlichen Würde.“ (Seite 71 f.)

### 1896–1914 Ein Blick auf den Rhein(3. Kapitel)
Zuckmayer beschreibt seine Herkunft und Familie sowie die Biografien seiner Eltern und Großeltern. Die Kindheit ist glücklich, nur zu seinen Großeltern mütterlicherseits hat er ein etwas distanziertes Verhältnis, da sich diese aufgrund ihres völlig unterschiedlichen Charakters regelmäßig streiten. In der Schule hat Zuckmayer mit seiner aufmüpfigen Art häufig Ärger.

### 1914–1918 Als wär’s ein Stück von mir(4. Kapitel)
Nach dem Attentat von Sarajevo, von dem die Familie während eines Urlaubs in den Niederlanden hört, fühlt sich Zuckmayer von der drohenden Kriegsgefahr zunächst abgestoßen. Zurück in Deutschland steckt ihn die Kriegsbegeisterung jedoch an und er meldet sich freiwillig zur Armee. Nach der Ausbildung wird er an der Westfront eingesetzt. Sowohl die Kampfhandlungen als auch das persönliche Verhältnis zu anderen Soldaten desillusionieren ihn zunächst. Letztlich wird Zuckmayer Offizier und erhält von Wilhelm II., dessen verhärmtes Äußeres ihn erschreckt, das Eiserne Kreuz I. Klasse. Noch während des Krieges widmet er sich intensiv dem Studium literarischer, auch pazifistischer, Werke.

### 1918–1920 Horen der Freundschaft(5. Kapitel)
Nach dem Krieg, den der Bruder Eduard Zuckmayer schwer verletzt überlebt hat, geht Zuckmayer publizistischen Tätigkeiten bei avantgardistischen Zeitschriften nach. Außerdem beginnt er ein Studium und schließt Freundschaft mit Carlo Mierendorff, Theodor Haubach, Henry Goverts, Wolfgang Petzet, Max Krell und Hans Schiebelhuth.

### 1920–1933 «Warum denn weinen ...»(6. Kapitel)
Das sechste Kapitel schildert Zuckmayers Übersiedlung nach Berlin, seinen Durchbruch als Dramatiker mit Der fröhliche Weinberg 1925/1926 und seine Begegnungen mit allen bedeutenden Schriftstellern, Regisseuren und Schauspielern der Weimarer Republik. Überschrieben ist es „Warum denn weinen -“.

„‚Warum denn weinen, wenn man auseinander geht,
Wenn an der nächsten Ecke schon ein andrer steht‘
hieß der populärste Schlager, man grölte ihn angeberisch in jeder ‚Diele‘ (das war der Name für kleine Bars mit Vergnügungsbetrieb, die es an allen Straßenecken gab), man bibberte vor Hysterie, wenn der neue Dollarkurs herauskam, und schoß sich beim ersten Krach mit seiner Freundin eine Kugel durch den Kopf.
Trotzdem war bereits die unvergleichliche Intensität, der Hauch jenes stürmischen Aufschwungs zu spüren, der Berlin in wenigen Jahren zur interessantesten, erregendsten Stadt Europas machte.“

Der Schlager Wer wird denn weinen, wenn man auseinander geht von Arthur Rebner (Musik: Hugo Hirsch) aus dem „musikalischen Schwank“ Die Scheidungsreise (Buch: Leo Walther Stein) passt auch zu der keine zwei Jahre währenden, 1922 geschiedenen Ehe Zuckmayers mit seiner Mainzer Jugendliebe Annemarie Ganz und zu seiner anschließenden kurzen Verbindung mit Annemarie Seidel („Mirl“). Andererseits erzählt das Kapitel auch davon, wie Zuckmayer 1925 Alice von Herdan heiratet, mit der er für den Rest seines Lebens zusammenbleiben wird.
Zugleich erlebt Zuckmayer auch den Aufstieg der NSDAP und beobachtet Adolf Hitler während einer seiner Reden. Zusammen mit Bertolt Brecht ist er auch Zeuge der Amtseinführungsparade Paul von Hindenburgs als Reichspräsident.

### 1939–1954 Abschied und Wiederkehr(7. Kapitel)
Das Ehepaar Zuckmayer und ihre gemeinsame Tochter Winnetou siedeln in die Vereinigten Staaten über, während Michaela, Alice Zuckmayers Tochter aus erster Ehe, eine Schule in England besucht. Dank der Unterstützung durch Dorothy Thompson gelingt der Familie die Einreise leichter als anderen Emigranten. Dennoch lernt Zuckmayer hier wie auch schon zuvor in der Schweiz Fremdenfeindlichkeit und Sympathien für die Nazis kennen. Er erhält eine Stelle als Drehbuchautor in Hollywood, kann sich aber mit dem Leben in Los Angeles nicht anfreunden. Während eines Urlaubs in Vermont mietet er dort eine abgelegene Farm an und betreibt diese mit seiner Familie bis kurz nach Kriegsende. Kurz vor dessen Tod trifft er ein letztes Mal Max Reinhardt. Außerdem kommt Zuckmayer wieder mit Bertolt Brecht zusammen. Nach langer Schreibpause entstehen unter dem Eindruck des Todes von Ernst Udet erste Aufzeichnungen zu Des Teufels General.
Nach dem Kapitulation des Dritten Reiches gelingt es Zuckmayer nur dank einer Stelle als ziviler Militärmitarbeiter, nach Deutschland zu reisen und seine Eltern wieder zu sehen. In Zürich, wohin er illegal fährt, erlebt er die Uraufführung von Des Teufels General.

### 1966 Epilog: Die Hohe Stiege
1938 waren die Zuckmayers auf dem „Kapellenweg“ von Saas-Grund, vorbei an der Wallfahrtskapelle „Maria zur Hohen Stiege“, nach Saas-Fee gewandert und davon tief beeindruckt. Nach dem Zweiten Weltkrieg waren sie noch vierzehnmal in Saas-Fee, bis sich ihnen 1958 die Gelegenheit zum Kauf eines Hauses bot, „das schönste – und wenn es uns vergönnt ist – das letzte Haus unseres Lebens.“ Am Schluss zitiert Zuckmayer aus dem „Bürgerbrief“, mit dem ihm 1966 das Gemeindebürgerrecht von Saas-Fee verliehen wurde:
„‚Ewige Rechte und ewige Freundschaft soll man bestätigen und befestigen mit Schrift, weil im Laufe der Zeit vergangener und vergänglicher Dinge bald vergessen wird.‘ In diesem Satz liegt der Sinn meiner Erzählung.“ (Seite 573)

## Ausgabe
- Als wär’s ein Stück von mir. Horen der Freundschaft. S. Fischer, Frankfurt am Main 1966, 573 Seiten + 1 Blatt Text verso Werksregister + 5 Blatt Personen-Verzeichnis, DNB 576976520. (37 Wochen lang in den Jahren 1966 und 1967 auf dem Platz 1 der Spiegel-Bestsellerliste)
  - Taschenbuchausgabe: Fischer, Frankfurt am Main 1969, ISBN 3-436-01035-9,
  - Taschenbuchausgabe: Fischer, Frankfurt am Main 2006, ISBN 978-3-596-17208-5.